# Algorates
Algorates est une société de gestion de fonds d'investissement qui a été l'une des premières à développer le trading algorithmique pour les grandes banques d'investissement et les fonds spéculatifs de Wall Street.
Fondée en 2003 en tant que division d’Algo Capital, leur siège se trouve à Poole, dans le Dorset, en Angleterre, avec 414 642 900,00 € (Livres Sterling) d'actifs en gestion,,,,,,.
Au cours des dix dernières années, Algorates a déployé ses algorithmes informatiques (également appelés « robots ») qui aident ses brokers à trader sur les actions, les matières premières et les devises.

## Algorates, Fonds Communs de Placement
Le fond multi-stratégique Lambda 343 d’Algorates est cité comme l'un des fonds communs de placement les plus rentables, enregistrant une augmentation de 72 %. D'autres fonds d’Algorates, tels que Sigma 148 et Omicron 469, ont aussi régulièrement publié des rendements élevés durant ces dernières années.
Tous les fonds communs de placement d’Algorates, y compris Lambda 343, utilisent la technologie incluant des algorithmes informatiques pour prédire les tendances du marché. Grâce à cette technologie, en 2013, les analystes d’Algorates ont fait plusieurs prédictions de grande envergure concernant le dollar australien et la prévision de la baisse de l'or, ajoutant une augmentation de 300 % à certains de leurs portefeuilles clients.

## Controverse
À la radio BFM Business, Frédéric Lorenzini, consultant chez MCV France, met en garde contre la société Algorates, dont le site internet promet des performances de fonds jusqu’à 30 %. Ce site, qui met en avant des noms de partenaires prestigieux tels que CBS News, HSBC, Citibank et Mastercard, est un faux site. « Tout est bidonné », prévient le consultant.
En France, l'Autorité des Marchés Financiers a émis un avertissement concernant cette société : la société n'est ni autorisée à fournir des services d'investissement sur le territoire français, ni ne propose des fonds agréés en France.
En Belgique, la FSMA a émis en 2015 un avis défavorable concernant cette société
Le site web disparait en 2016.